# 낭자 한
"낭자 한"(A Young Lady's Resentment)은 한국에서 제작된 박윤교 감독의 1974년 공포 영화이다. 문오장 등이 주연으로 출연하였고 곽정환 등이 제작에 참여하였다.

## 출연

### 주연
- 문오장
- 성진아
- 윤희

### 조연
- 김청자
- 홍윤정
- 정금숙
- 현주
- 김진
- 장훈
- 김기종
- 추석양
- 한주열
- 김문주
- 양일민
- 안진수
- 최성규

## 기타
- 제작부장: 이명구
- 제작부장: 이성호
- 촬영부: 허응회
- 촬영부: 허남진
- 촬영부: 박현철
- 조명: 이기준
- 조명부: 정영호
- 조명부: 이금만
- 조명부: 박성화
- 스틸: 박희재
- 조감독: 박차준
- 조감독: 김양득
- 조감독: 윤홍식
- 음향: 최형래
- 사운드: 한양녹음실
- 분장: 홍동은
- 의상: 권오균
- 소품: 우종삼
- 현상: 한국천연색